# Bredase Singelloop 2010
Bredase Singelloop 2010 is een hardloopevenement dat op 3 oktober 2010 werd gehouden in Breda. De hoofdafstand bedroeg de halve marathon (21,1 km). Hiernaast werden er ook hardloopwedstrijden georganiseerd over de afstanden 5 km, 10 km en 15 km. Ook was er een 10 km voor wheelers en een familieloop over 1800 meter.
De hoofdafstand werd bij de mannen gewonnen door de Keniaan Peter Kamais in 1:01.55. Hij had hiermee zeventien seconden voorsprong op zijn landgenoot Stephen Tum. Bij de vrouwen was de eveneens Keniaanse Pamela Lisoreng het snelste en won in 1:12.34.
Tevens was de 21 km het toneel van het Nederlands kampioenschap halve marathon. Het was de negentiende keer dat de Atletiekunie een wedstrijd organiseerde met als inzet de nationale titel. Deze werden gewonnen door Patrick Stitzinger (1:05.00) en Lindsay van Marrewijk (1:16.20).

## Finishers
| Onderdeel      | Aantal |
| -------------- | ------ |
| 5 km           | 1652   |
| 10 km          | 3244   |
| 15 km          | 774    |
| halve marathon | 881    |
| wheelers       | 2      |

## Uitslagen

### Mannen
| rang   | naam                     | land | tijd    | NK    |
| ------ | ------------------------ | ---- | ------- | ----- |
| Goud   | Peter Kamais             | KEN  | 1:01.55 |       |
| Zilver | Stephen Tum              | KEN  | 1:02.12 |       |
| Brons  | Abdelhadi El Hachimi     | MAR  | 1:04.56 |       |
| 4      | Patrick Stitzinger       | NED  | 1:05.00 | 1e NK |
| 5      | Abdelkabir Saji          | MAR  | 1:05.00 |       |
| 6      | Koen Raymaekers          | NED  | 1:05.12 | 2e NK |
| 7      | Stefan Van Den Broek     | BEL  | 1:07.11 |       |
| 8      | Ronald Schröer           | NED  | 1:09.07 | 3e NK |
| 9      | Rens Dekkers             | NED  | 1:09.17 | 4e NK |
| 10     | Christian de Lie         | NED  | 1:09.17 | 5e NK |
| 11     | Olfert Molenhuis         | NED  | 1:09.23 | 6e NK |
| 12     | Colin Bekers             | NED  | 1:09.57 | 7e NK |
| 13     | Fransua Woldemariam      | ETH  | 1:10.16 |       |
| 14     | Christiaan van Beusichem | NED  | 1:10.30 | 8e NK |
| 15     | Jeroen van Erp           | NED  | 1:10.39 | 9e NK |

### Vrouwen
| rang   | naam                  | land | tijd    | NK    |
| ------ | --------------------- | ---- | ------- | ----- |
| Goud   | Pamela Lisoreng       | KEN  | 1:12.34 |       |
| Zilver | Xenia Luxem           | BEL  | 1:16.16 |       |
| Brons  | Lindsay van Marrewijk | NED  | 1:16.20 | 1e NK |
| 4      | Mariska Kramer        | NED  | 1:17.31 | 2e NK |
| 5      | Petra Kamínková       | CZE  | 1:18.01 |       |
| 6      | Inge de Jong          | NED  | 1:18.02 | 3e NK |
| 7      | Nadezhda Wijenberg    | NED  | 1:18.23 | 4e NK |
| 8      | Manuela Soccol        | BEL  | 1:21.13 |       |
| 9      | Ivana Sekyrova        | CZE  | 1:21.17 |       |
| 10     | Jacqueline Rustidge   | NED  | 1:21.38 | 5e NK |
| 11     | Stefanie Bouma        | NED  | 1:21.42 | 6e NK |
| 12     | Ingrid Versteegh      | NED  | 1:21.53 | 7e NK |
| 13     | Reina Visser          | NED  | 1:22.10 | 8e NK |
| 14     | Radka Churanova       | CZE  | 1:23.04 |       |
| 15     | Ingrid Prigge         | NED  | 1:23.05 | 9e NK |

1992 · 
1993 · 
1994 · 
1995 · 
1996 · 
1997 ·
1998 ·
1999 · 
2000 · 
2001 · 
2002 · 
2003 · 
2004 · 
2005 · 
2006 · 
2007 · 
2008 · 
2009 · 
2010 · 
2011 · 
2012 · 
2013 · 
2014 · 
2015 · 
2016 ·
2017 ·
2018 ·
2019 ·
2022 ·
2023